# Cantón de Alto Ariège
El cantón de Alto Ariège es una división administrativa francesa, surgida del Decreto 2014-174 del 18 de febrero de 2014 y que entró en vigor en las elecciones departamentales de 2015. Está situado en el departamento de Ariège y en la nueva región de Languedoc-Rosellón-Mediodía-Pirineos.

## Composición
El nuevo cantón está formado por cuarenta y ocho comunas:
| Albiès          | L'Hospitalet-près-l'Andorre | Prades               |
| Appy            | Ignaux                      | Le Puch              |
| Artigues        | Larcat                      | Quérigut             |
| Ascou           | Larnat                      | Rouze                |
| Aston           | Lassur                      | Savignac-les-Ormeaux |
| Aulos           | Lordat                      | Senconac             |
| Axiat           | Luzenac                     | Sinsat               |
| Ax-les-Thermes* | Mérens-les-Vals             | Sorgeat              |
| Bestiac         | Mijanès                     | Tignac               |
| Bouan           | Montaillou                  | Unac                 |
| Les Cabannes    | Orgeix                      | Urs                  |
| Carcanières     | Orlu                        | Ussat                |
| Caussou         | Ornolac-Ussat-les-Bains     | Vaychis              |
| Caychax         | Pech                        | Vèbre                |
| Château-Verdun  | Perles-et-Castelet          | Verdun               |
| Garanou         | Le Pla                      | Vernaux              |

- La oficina de coordinación de este cantón funciona en la oficina central de esta comuna.

## Historia
En aplicación del Decreto n.º 2014-174 del 18 de febrero de 2014, se crea el nuevo cantón de Alto Ariège que pasa a integrarse de la siguiente forma:
Por todas las comunas (14) del suprimido Cantón de Ax-les-Thermes, a saber: Ascou, Ax-les-Thermes, L'Hospitalet-près-l'Andorre, Ignaux, Mérens-les-Vals, Montaillou, Orgeix, Orlu, Perles-et-Castelet, Prades, Savignac-les-Ormeaux, Sorgeat, Tignac y Vaychis.
Más todas las comunas (25) del extinto Cantón des Cabannes, a saber: Albiès, Appy, Aston, Aulos, Axiat, Bestiac, Bouan, Les Cabannes, Caussou, Caychax, Château-Verdun, Garanou, Larcat, Larnat, Lassur, Lordat, Luzenac, Pech, Senconac, Sinsat, Unac, Urs, Vèbre, Verdun y Vernaux.
A las que se suman todas las comunas (7) del suprimido Cantón de Quérigut, a saber: Artigues, Carcanières, Mijanès, Le Pla, Le Puch, Quérigut y Rouze.
Y por último se adicionan 2 comunas del extinto Cantón de Tarascon-sur-Ariège*, a saber: Ornolac-Ussat-les-Bains y Ussat.
- Las 18 comunas restantes de este cantón, pasaron a formar parte del nuevo Cantón de Sabarthès.